# Hendrick Aerts
Hendrick Aerts (noms alternatifs : Hendrick Aertsz., Henricus Arijssel, Hendrik Arts, Henricus A. Rijssel), probablement né à Malines, en Flandres entre 1565 et 1575, était un peintre flamand qui peignait principalement des peintures architecturales.

## Biographie
Hendrick Aerts est un peintre d’architecture peu connu. Néanmoins, dès 1909, Hans Jantzen reconnaît l’influence qu’il eut sur ses confrères grâce à l’édition d’une gravure éditée aux Pays-Bas réalisée par Londerzeel, représentant un intérieur d’église gothique imaginaire avec une procession papale. Le thème en fut repris par ses confrères plus de 50 fois.

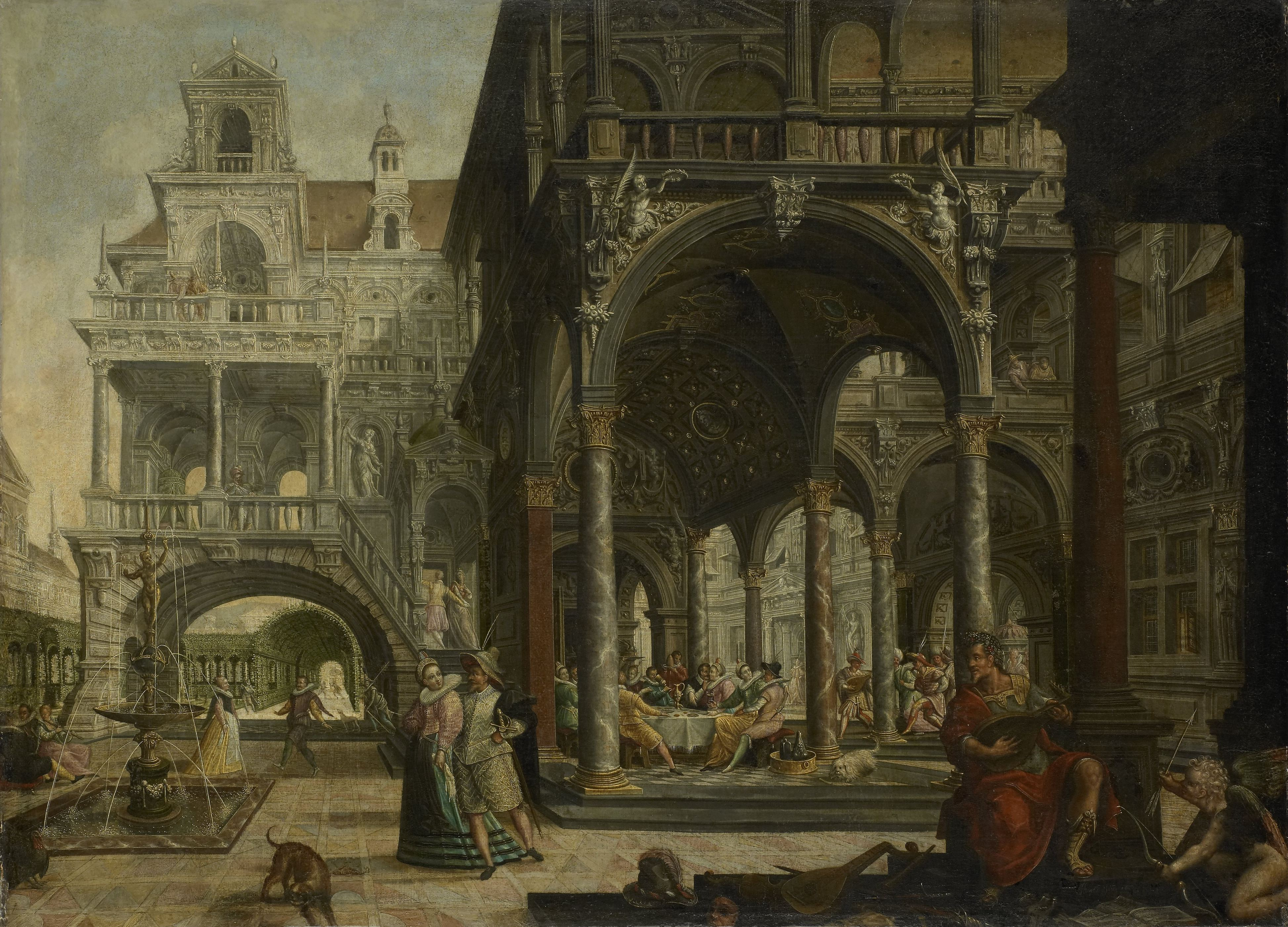
David observe la toilette de Bethsabée

On pense qu’il est né à Malines (Flandre) aux environs de 1565-1575, il fut le collaborateur de Hans Vredeman de Vries (1526/27 – 1607), puis de son fils Paul (1567-1616) avec lequel il a peut-être été formé. Il accompagne Hans et Paul Vredeman de Vries à Prague (1595 à 1598), puis retourne à Dantzig où il décède. On ne connaît que très peu d’œuvres 7 ou 8 identifiées de sa main.
Dans les grands bouleversements à la fois politiques et religieux que connaissent les Pays Bas du sud, apparaissent les applications des nouvelles règles de la perspective initiées par les italiens au siècle précèdent. C'est Hans Vredeman de Vries (1527-1607), qui le premier au milieu du XVIe siècle, par ses traités fit naître la « peinture architecturale » comme un vrai sujet à part entière de l'École d'Anvers, et l'apparition du thème des vues d'intérieurs d'Eglises.

## Œuvres

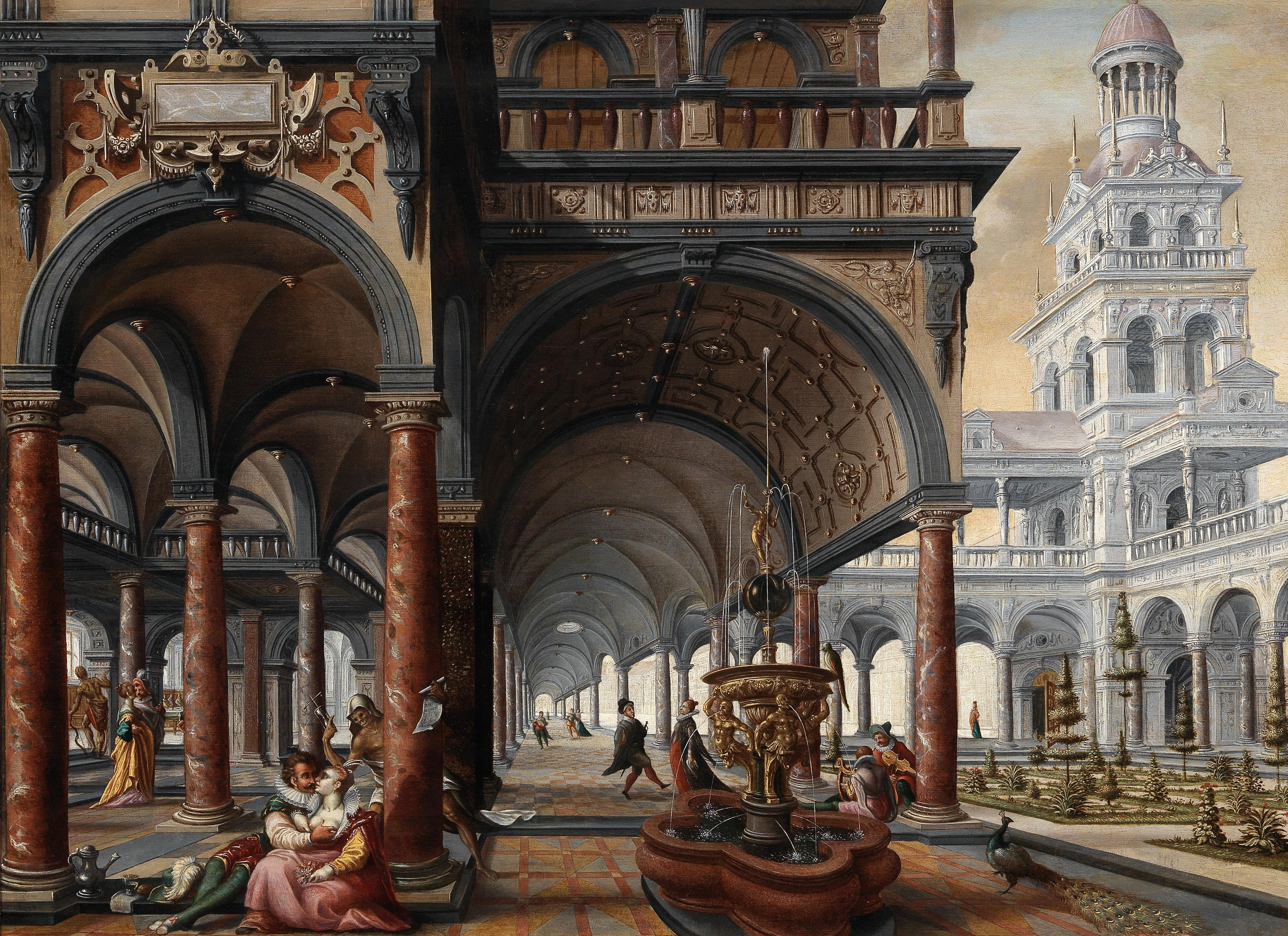
Allégorie de l'amour et de la mort

Seules quelques œuvres d'Hendrick Aerts ont été conservées. Les recherches lui attribuent moins de dix œuvres. Sa première œuvre fiable date de 1600 et la dernière de 1602.
Comme son présumé maître  Hans Vredeman de Vries, il peignait exclusivement des œuvres architecturales de palaces luxueux et imaginaires et d'intérieurs d'églises, dans lesquels les personnages représentaient souvent des allégories.
- Amsterdam, Rijksmuseum
  - David observe la toilette de Bethsabée. 1602
- Brunswick, musée Herzog Anton Ulrich
  - Intérieur d'une église gothique.
- La Haye, musée Bredius
  - Allégorie de la mort. 1602[1]

- Lieu inconnu

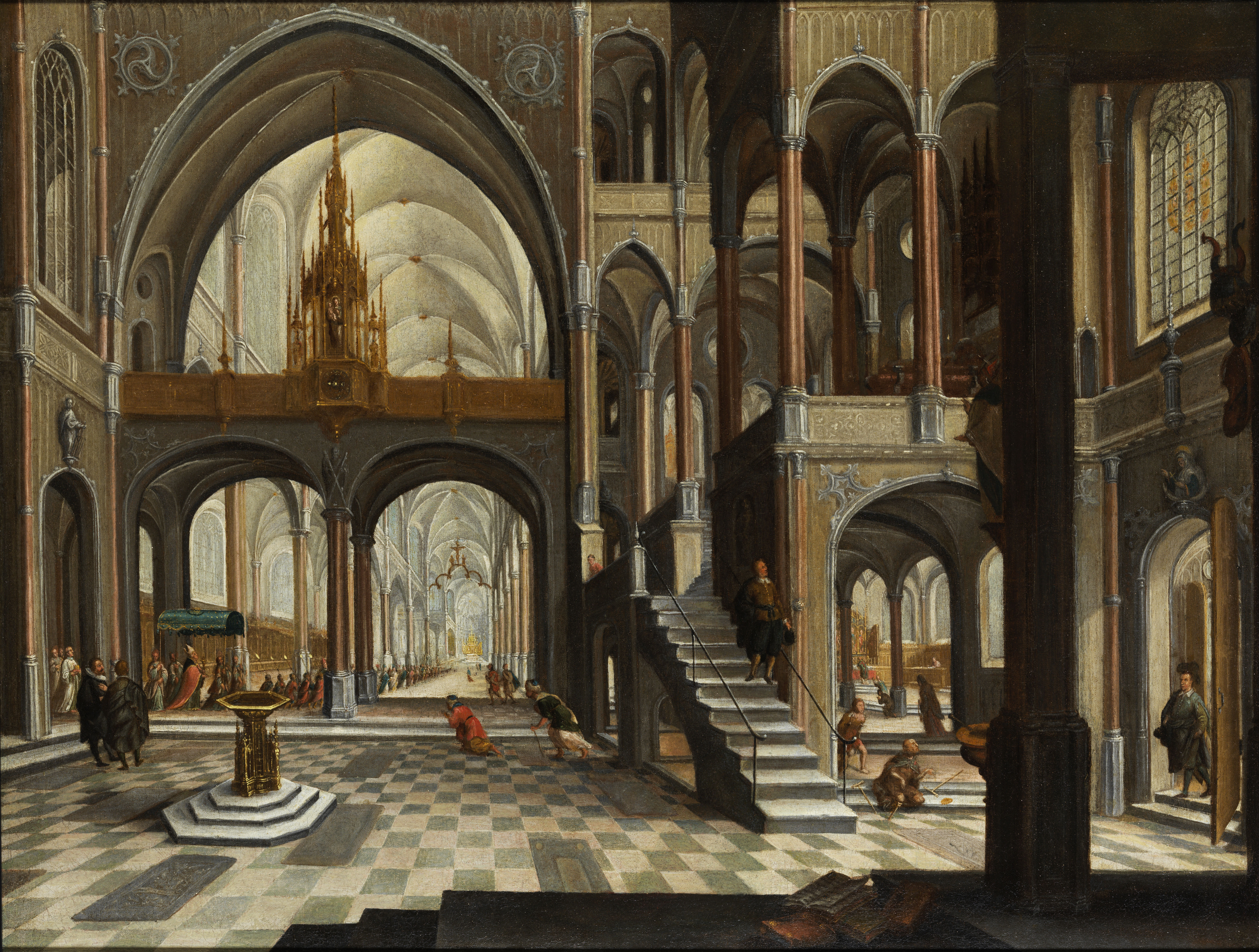
Intérieur de Saint Jean de Latran

  - Allégorie de la vie et de la mort. c. 1600/01 (2002 à Paris, Galerie De Jonckheere)
  - Marché (au moins jusqu'à 1913 dans une collection privée à Schwedt)
  - Intérieur d'une église gothique (attribué - vendu le 7 juin 1994 par le Dorotheum à Vienne)
  - Intérieur d'une cathédrale avec procession (vendu le 5 juillet 2000 par Bonhams Knightsbridge).